# Восстание Федоровича
Восста́ние Федоро́вича — восстание (бунт) запорожских казаков и крестьян во главе с гетманом нереестровых запорожских казаков Тарасом Федоровичем против Речи Посполитой, вспыхнувшее весной 1630 года на Правобережной Украине.

## Ход восстания
В марте 1630 года отряд запорожских казаков во главе с Тарасом Федоровичем двинулся из Сечи на север и казнил гетмана реестрового казачества Григория Чёрного, сторонника союза со шляхтой. Федорович обратился к народу с универсалами, в которых призывал вставать на борьбу против шляхты. Поход запорожцев стал толчком к разгоранию широкомасштабного казацко-крестьянского восстания. Повстанцы нападали на усадьбы и владения шляхты, убивали их хозяев, захватывали их имущество и уничтожали шляхетские документы.
Вспыхнув в марте 1630 года, восстание в течение апреля и мая охватила значительную территорию Украины. После победы над польскими войсками в битве под Корсунем повстанцы овладели Корсунем, Каневом, Переяславом и другими городами. Главным опорным пунктом был избран Переяслав. Войско повстанцев удерживало под контролем переправы через Днепр и в случае неудачи обеспечивало себе пути отступления на территорию Русского государства.
На подавление восстания из Бара выступило крупное войско во главе с польным гетманом С. Конецпольским. Расправившись с населением Лысянки, Димера и других населённых пунктов, польская армия, в составе которой были также отряды немецких наёмников, переправилась через Днепр. Под Переяславом начались ожесточённые сражения, длившиеся около трёх недель. Народное восстание вспыхнуло и в тылу у польских войск.
15 (25) мая состоялась решающая битва, окончившаяся победой повстанцев. Конецпольский был вынужден вступить в переговоры с повстанцами и подписать Переяславское соглашение 1630 года. Вскоре гетманом был избран Тимофей Орендаренко. Опасаясь измены со стороны соглашательской старшинской верхушки, Федорович с частью недовольных соглашением казаков ушёл на Запорожье.

## Интересные факты
В восстании Федоровича участвовал Яков Острянин, предводитель названного его именем казацкого восстания 1638 года.